# Eutreta apicalis
Eutreta apicalis es una especie de insecto del género Eutreta de la familia Tephritidae del orden Diptera.

## Historia
Daniel William Coquillett la describió científicamente por primera vez en el año 1904.